# Scolitantides athene
Scolitantides athene är en fjärilsart som beskrevs av Arthur Francis Hemming 1934. Scolitantides athene ingår i släktet Scolitantides och familjen juvelvingar. Inga underarter finns listade.